# Fredrik Pleijel
Fredrik Jean-Jacques Pleijel, född 17 oktober 1955 i Stockholm, är svensk professor i zoologi vid Göteborgs universitet. Tidigare var han professor vid Muséum national d'histoire naturelle i Paris. Hans doktorsavhandling från Stockholms universitet behandlade borstmaskgruppen Phyllodocidae. Fredrik Pleijel är verksam vid Tjärnö marinbiologiska laboratorium i Bohuslän. Hans vetenskapliga publicering har (2025) enligt Scopus över 3 500 citeringar och ett h-index på 32.
Fredrik Pleijel är son till redaktören Bengt Pleijel och bror till Christian Pleijel.